# Abel Lafleur
Abel Lafleur (Rodez, 4 novembre 1875 – Boulogne-Billancourt, 27 gennaio 1953) è stato uno scultore francese noto soprattutto per aver firmato la realizzazione della Coppa Jules Rimet, trofeo utilizzato dal primo Campionato mondiale di calcio FIFA nel 1930 fino all'edizione del 1970 (la successiva Coppa del Mondo, entrata in vigore nei mondiali del 1974, fu opera dell'italiano Silvio Gazzaniga).
Alta 30 cm e del peso di complessivo di 3,8 kg (di cui 1,8 d'oro) raffigurava la Nike (vittoria alata). Si presume sia andata distrutta nel 1983.
Lafleur nacque a Rodez, comune del sud-ovest della Francia e frequentò la École des beaux-Arts a Parigi.
Dal 1901 Lafleur esibì regolarmente le sue opere al Salon des artistes français", al "Salon des Independants" e al "Salon d'Automne". Fu decorato con una medaglia d'oro l'8 agosto 1920 e fu nominato Cavaliere della legion d'onore.